# Werner Eggert
Werner Eggert (* 17. Februar 1961 in Ibbenbüren) ist ein deutscher Journalist und organisiert nationale und internationale Medientrainings. Er ist der Direktor sowie Geschäftsführer der gemeinnützigen Interlink Academy for International Dialog and Journalism UG (haftungsbeschränkt) mit Sitz in Hamburg.
Werner Eggert ist Diplom-Volkswirt mit den Nebenfächern Politische Wissenschaften sowie Journalistik und hat in Hamburg und London studiert. Er ist ein Stipendiat der Friedrich-Ebert-Stiftung. Seine journalistische Karriere begann Werner Eggert unter anderem bei dem „Deutschen Allgemeinen Sonntagsblatt“, bei T-Online und der Wochenzeitung „Net Business“. In den 1990er Jahren arbeitete er für mehrere Jahre im südlichen Afrika als Trainer und Berater für die Namibian Broadcasting Corporation in Windhoek.
In den Jahren 2003 bis 2007 war Werner Eggert als Projektleiter beim Internationalen Institut für Journalismus (gehört mittlerweile zur GIZ) in Berlin beschäftigt. Er war unter anderem verantwortlich für die Konzeption und Durchführung von Kursen zu multimedialer Berichterstattung, Online-Journalismus, Wirtschaftsberichterstattung und journalistischer Berufsethik. Geografischer Schwerpunkt seiner Arbeit waren dort Subsahara-Afrika sowie die Länder Asien. Von 2007 bis 2010 verantwortete Werner Eggert den Hamburger Bürger- und Ausbildungskanal Tide als Geschäftsführer und Chefredakteur. Während seiner Zeit bei Tide war Werner Eggert Vorstandsmitglied des von ihm mitbegründeten Bundesverbandes Bürger- und Ausbildungsmedien und Vorstandsmitglied beim Mediennetz Hamburg e.V.
Im Jahr 2010 ernannte ihn das Medienunternehmen Bertelsmann SE & Co. KGaA zum Gründungsdirektor der International Academy of Journalism (Intajour). Er profilierte die Intajour mit dem Einsatz von E-Learning und leitete sie bis zu deren Schließung im Jahr 2014.
Im Jahr 2014 gründete Werner Eggert die Interlink Academy for International Dialog and Journalism gUG in Hamburg und ist seitdem deren Geschäftsführer und Direktor. Von 2017 bis 2020 war Eggert zudem als Langzeitberater des Myanmar Journalism Institute in Yangon tätig.
Werner Eggert ist ein Experte für E-Learning in der Journalistenweiterbildung – sowohl als Lehrmethode und Inhalt der Trainings – und hat als sich als Befürworter des Blended-Learning Ansatzes profiliert und hat dazu einen Beitrag in „Journalism and Journalism Education in Developing Countries“ veröffentlicht.
Werner Eggert war von 2017 bis 2019 Mitglied im Vorstand des Global Investigative Journalism Network.

## Veröffentlichungen
- Lebenslanges Lernen – Virtuelle Fortsetzung